# 楊氏羽衣鯊
楊氏羽衣鯊（學名：Myersina yangii），俗稱楊氏猴鯊、楊氏鋤突鰕虎、楊氏犁突鰕虎、甘仔魚、狗甘仔，是一種鰕虎科的已經滅絕的物種。

## 特徵
通常為5~8公分左右。體延長而極為側扁，尾柄略短而高。頭部較側扁，吻背側圓鈍。眼頗大，上側位，於體的前半部；眼間隔極窄小，僅成一溝狀。口裂頗大，稍斜裂，向後延伸達前鰓蓋的後緣。頰部具4條以上垂直排列的感覺乳突。鰓裂頗寬大，延伸約達眼後緣的下方。體被有細小的圓鱗，頭部及背前區均裸露無鱗。第一背鰭各鰭棘均延展成頗長的細絲，最長者向後延伸可超過第二背鰭基部的後方。腹鰭呈一大型的吸盤。尾鰭呈長圓形。體色呈均一的淡黃色。體側於第一背鰭的後方有一斜走的黑褐色橫帶。第二背鰭及臀鰭具有褐色的縱紋。其它各鰭則呈淡黃色而透明。

## 分布與棲息地
僅分布在台灣南部的河口區。